# Pirmasens
Pirmasens (v místním dialektu Bärmesens) je německé město ve spolkové zemi Porýní-Falc, ležící asi 60 km západně od Heidelbergu, na západní hranici Falckého lesa a asi 15 km od francouzských hranic. Město má postavení městského okresu.
Žije zde přibližně 41 tisíc obyvatel. 

## Administrativní členění
Město se skládá z osmi částí. Jsou to městské čtvrti Winzler Viertel na západě, Schachen na severozápadě a Husterhöhe na severu. K periférii na severu náleží Sommerwald (dřívější Maler-Bürkel-Siedlung), na jihovýchodě Ruhbank a zcela na západě Erlenteich. Městskuá čtvrť Hengsberg je složena ze sedmi míst – Erlenbrunn, Fehrbach, Gersbach, Hengsberg, Niedersimten, Windsberg a Winzeln.

## Historie
První písemná zmínka o obci pochází z roku 860, kdy náležela blízkému klášteru benediktinů svatého Pirmina v Hornbachu, od něhož byl název obce Pirminiseusna odvozen. Od konce 13. století městečko náleželo k hrabství Zweibrücken-Bitsch. Od roku 1576 město patřilo k hrabství Hanau-Lichtenberg a otevřelo své chrámy náboženské reformaci. 

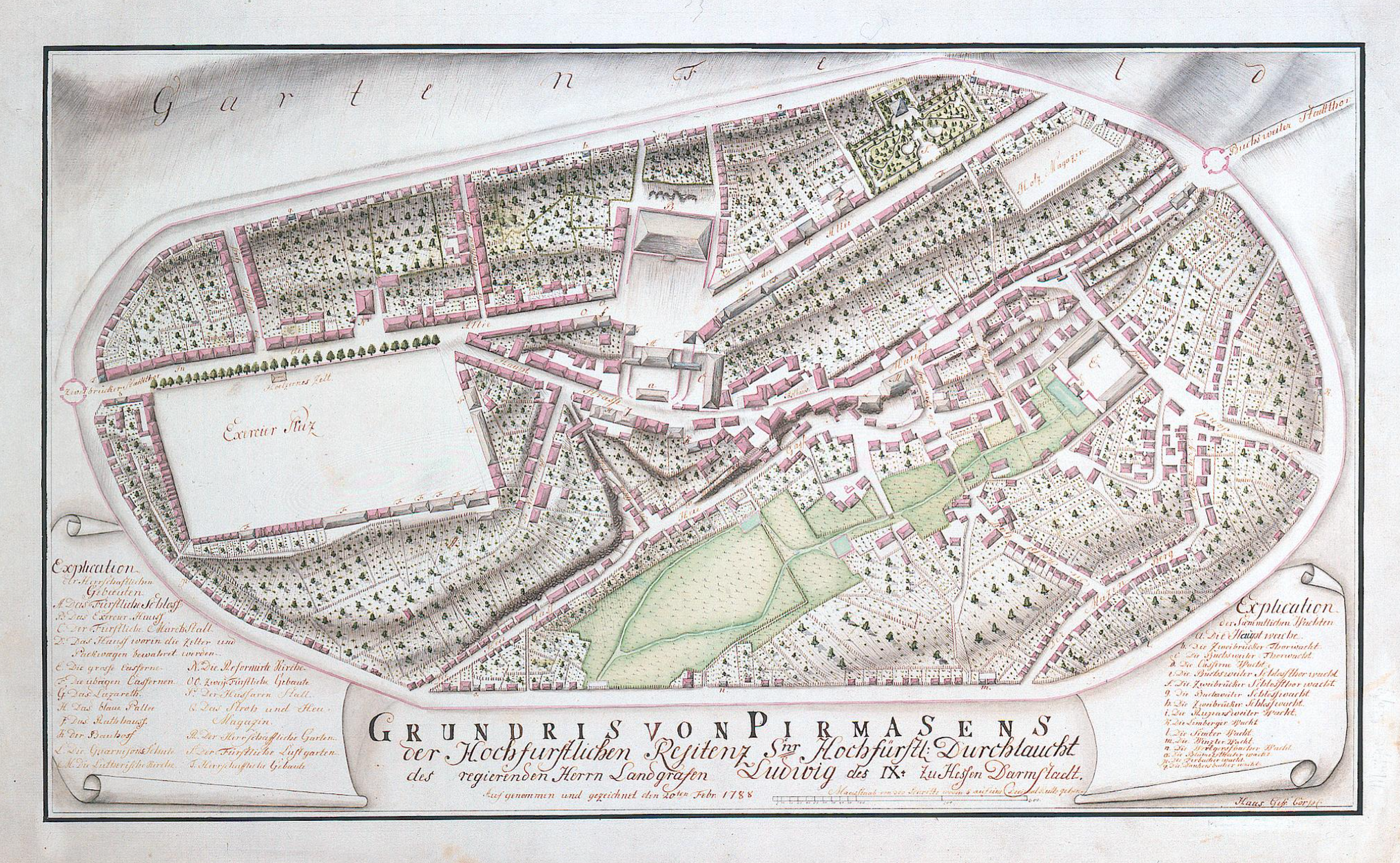
Plán opevněného města z roku 1788, vlevo vojenské cvičiště

. Po vymření vládnoucího rodu přešlo roku 1736 pod lantkrabství Hesensko-Darmstadtsko a stalo se díky své strategické poloze na svazích Falckého lesa významným posádkovým městem armády. 

Panorama města (2021)

V září roku 1793 se odehrála bitva u Pirmasensu, v níž Prusko a Brunšvicko porazily armádu revoluční Francie. V roce 1798–1814 byl Pirmasens součástí francouzského departementu Mont-Tonnerre, po Vídeňském kongresu z roku 1815 byl s celou Rýnskou Falcí připojen k Bavorskému království. V 19. století se město stalo centrem obuvnického průmyslu, díky firmám Peter Kaiser, Emil Neuffer a Eduard Rheinberger, nastal příliv venkovanů hledajících práci. 
V únoru 1924 vypukly ve městě krvavé nepokoje, když se skupina pravicových falckých separatistů pokusila obsadit radnici. 
Koncem druhé světové války Spojenci opakovaně bombardovali kasárna, nádraží i město. Poté je obsadila americká armáda, která zde v kasárnách sídlila až do roku 1997. 
V šedesátých a sedmdesátých letech se město rozšířilo o okolní obce Erlenbrunn, Fehrbach, Hengsberg, Niedersimten, Winzeln, Gersbach a Windsberg.

## Památky a turistické cíle
- Protestantský chrám sv. Jana Johanneskirche
- Kostel v. Josefa v místní části Fernbach - římskokatolický novogotický chrám
- Radnice na náměstí Exezierplatz (nazvaném podle bývalého vojenského cvičiště)
- Stará pošta
- Science center
- Dynamikum, muzeum obuvnictví
- Muzeum Siegfriedovy linie umístěné v bývalém městském opevnění.
- Bývalý hřbitov, v roce 1998 proměněný v sochařský park.[4]

## Slavnosti
Každoročně v srpnu se koná městská slavnost Schlabbeflicker-Fest, připomínající vojenskou historii města.

## Sport
Sídlí zde fotbalový klub FK Pirmasens, v padesátých letech trojnásobný vítěz Oberligy. Pirmasens pořádal ženskou část mistrovství Evropy v judu 1984.

## Rodáci
- Heinrich Bürkel (1802–1869), malíř
- Hugo Ball (1886–1927), spisovatel
- Betty Amannová (1907–1990), herečka
- Marta Hoepffnerová (1912–2000), fotografka
- Erik Durm (* 1992), fotbalista

## Partnerská města
- Francie, Poissy

Pirmasens
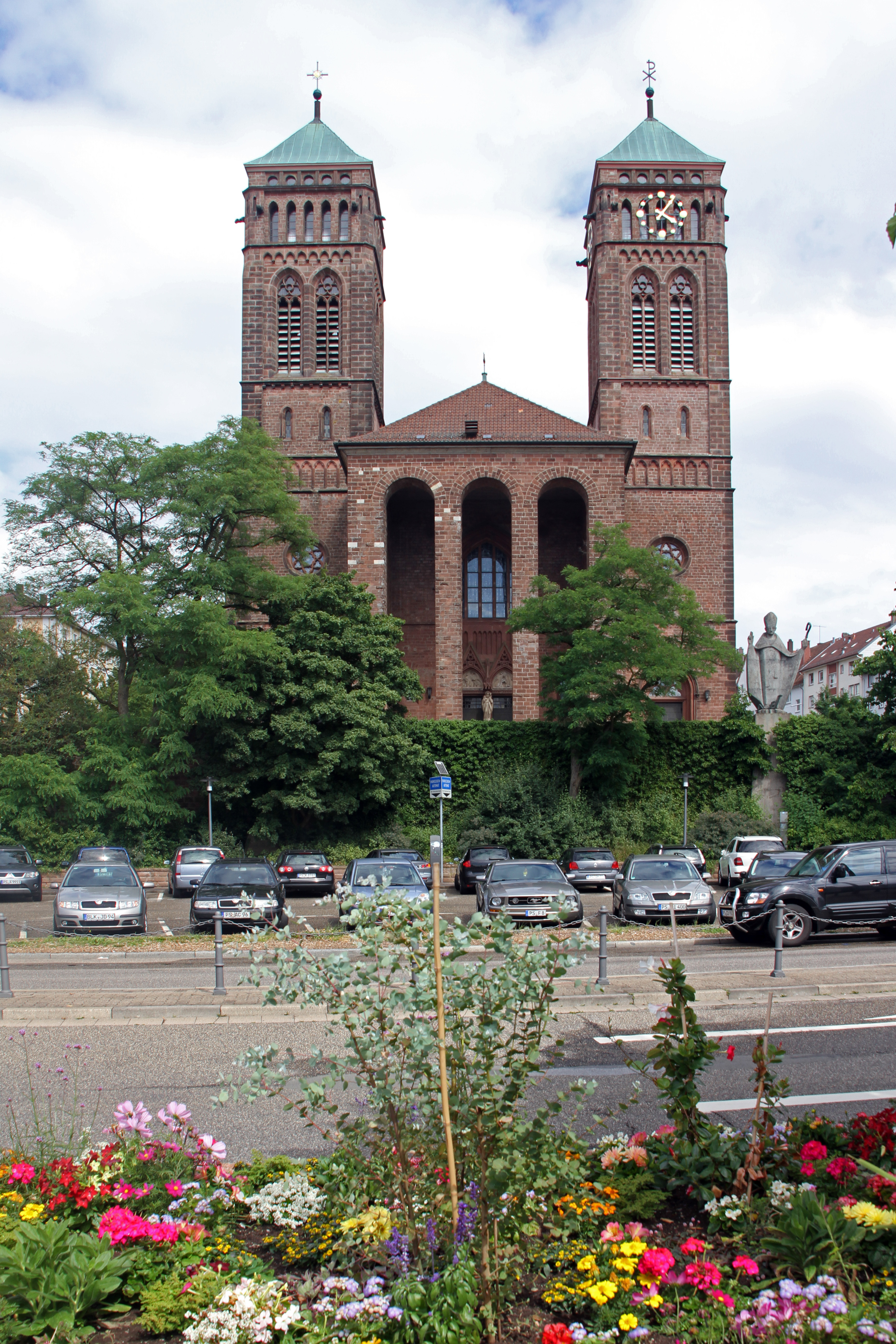
Kostel sv. Jana
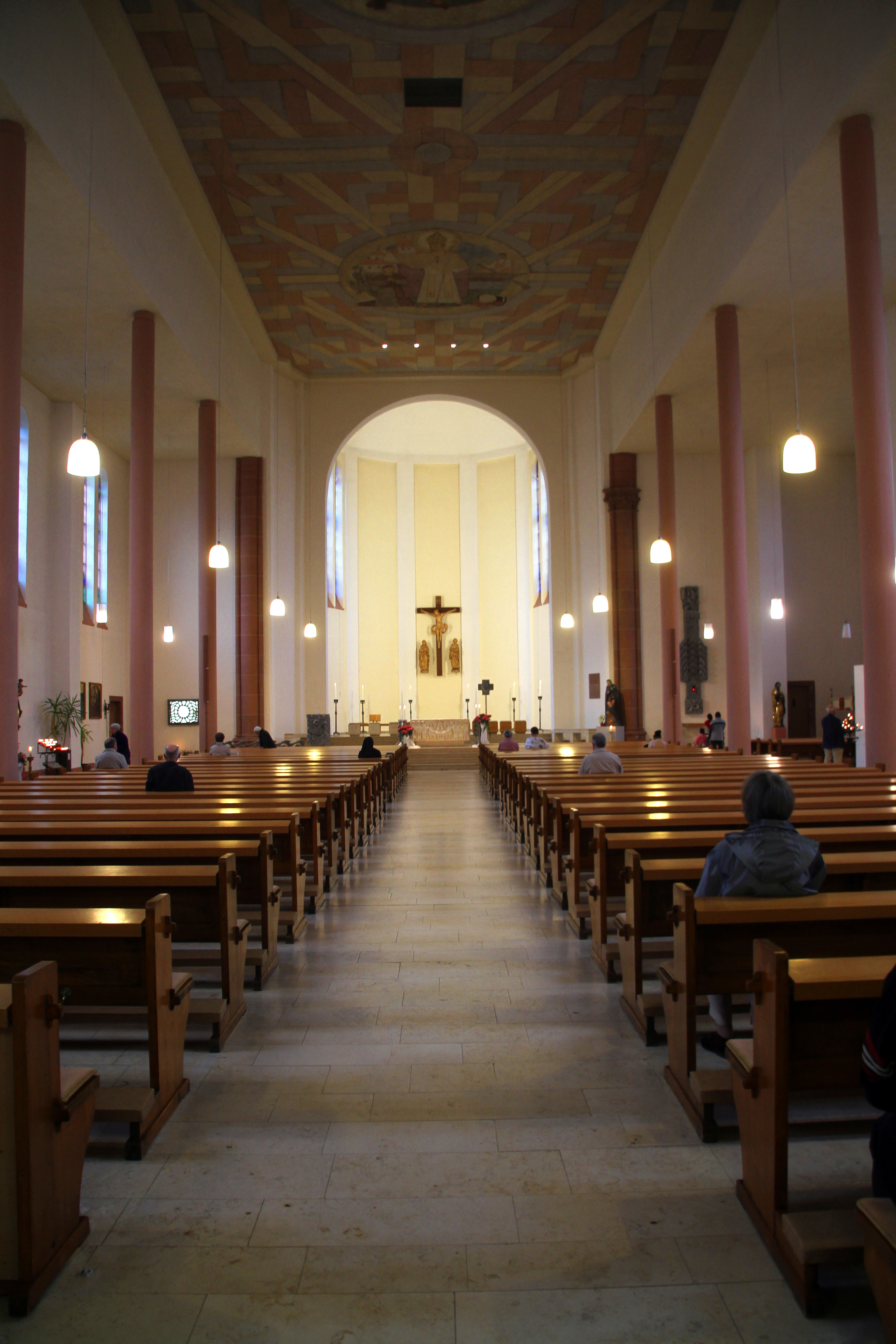
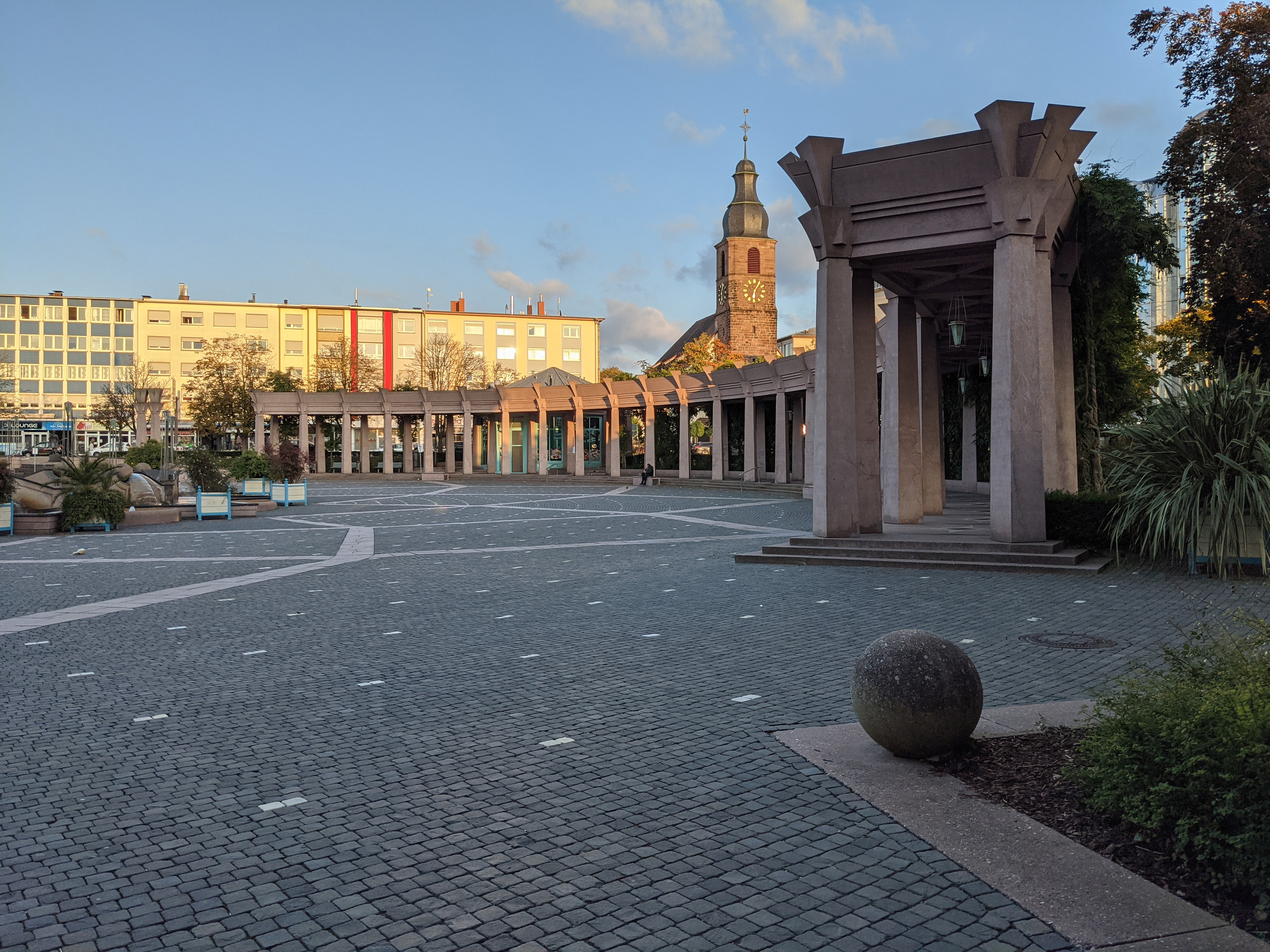
Exerzierplatz
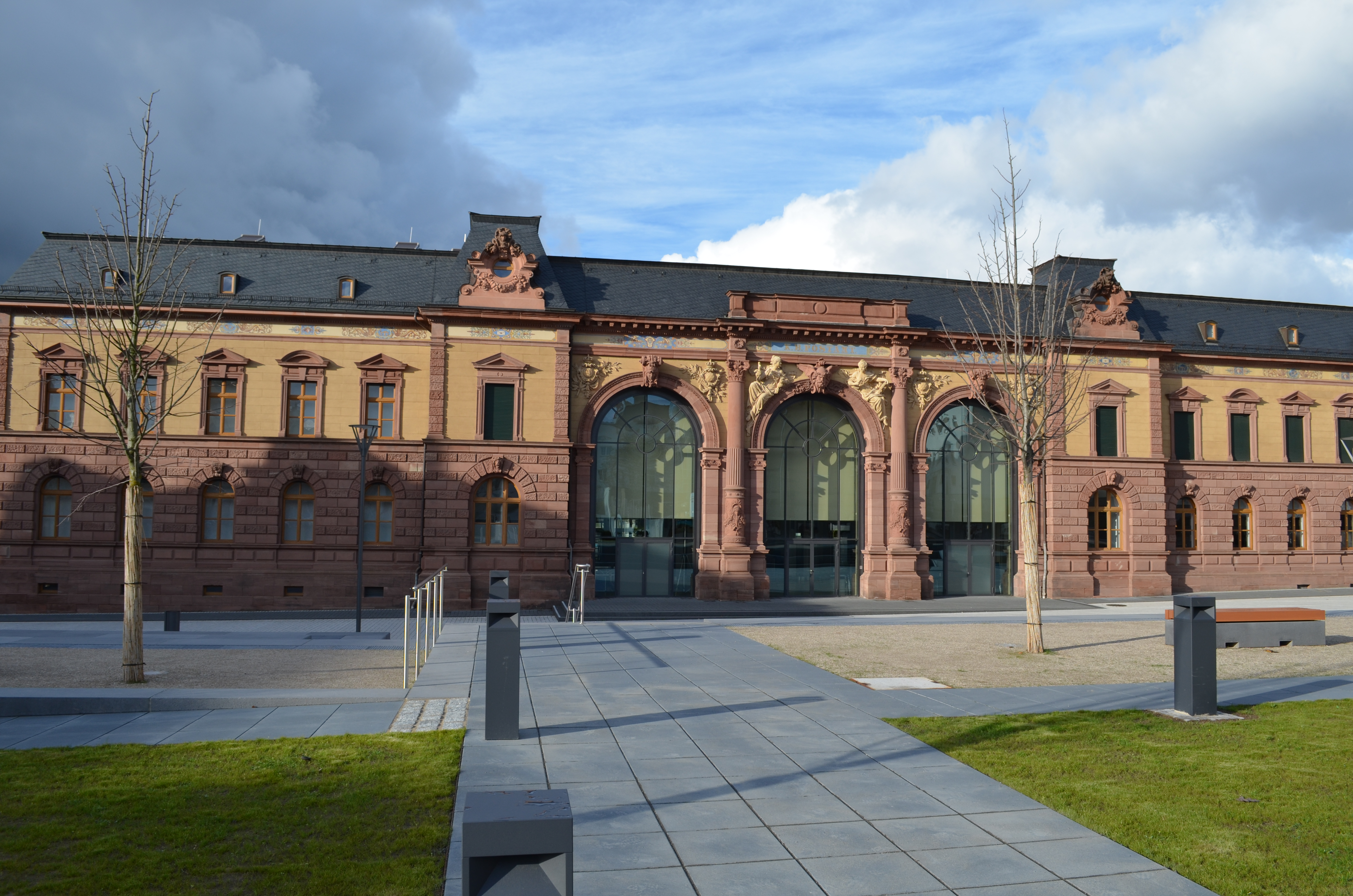
Stará pošta
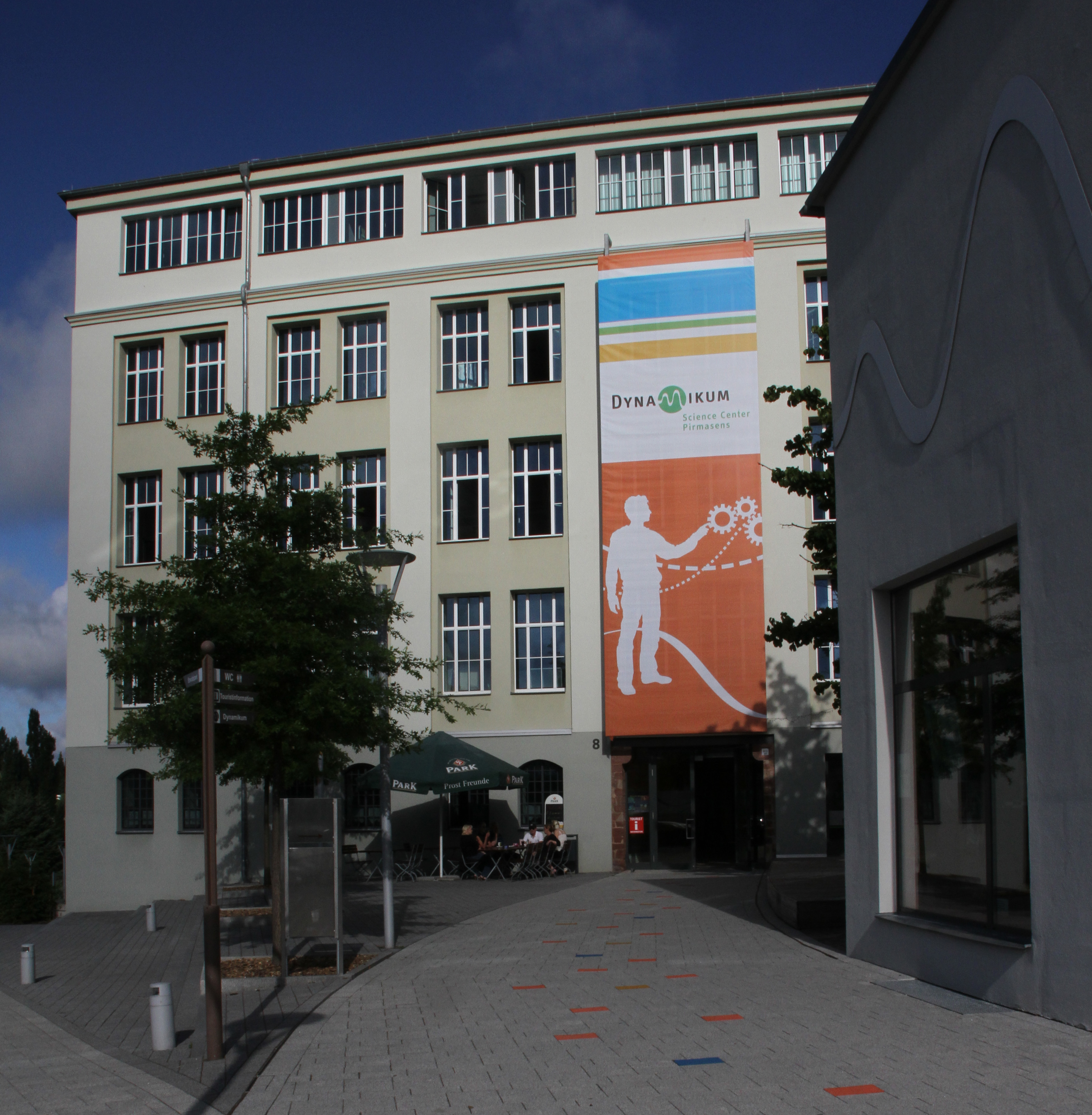
Dynamikum
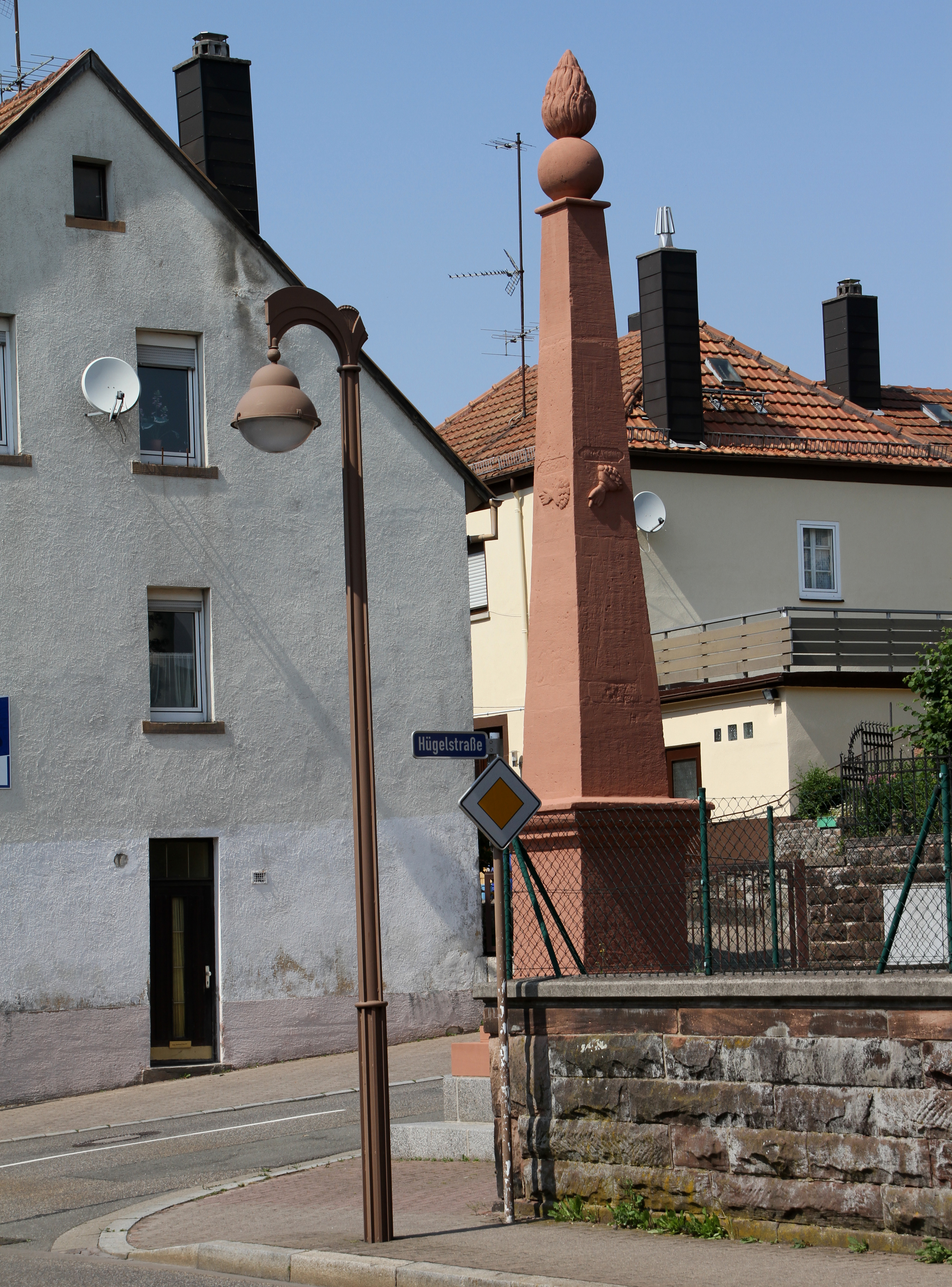
Obelisk
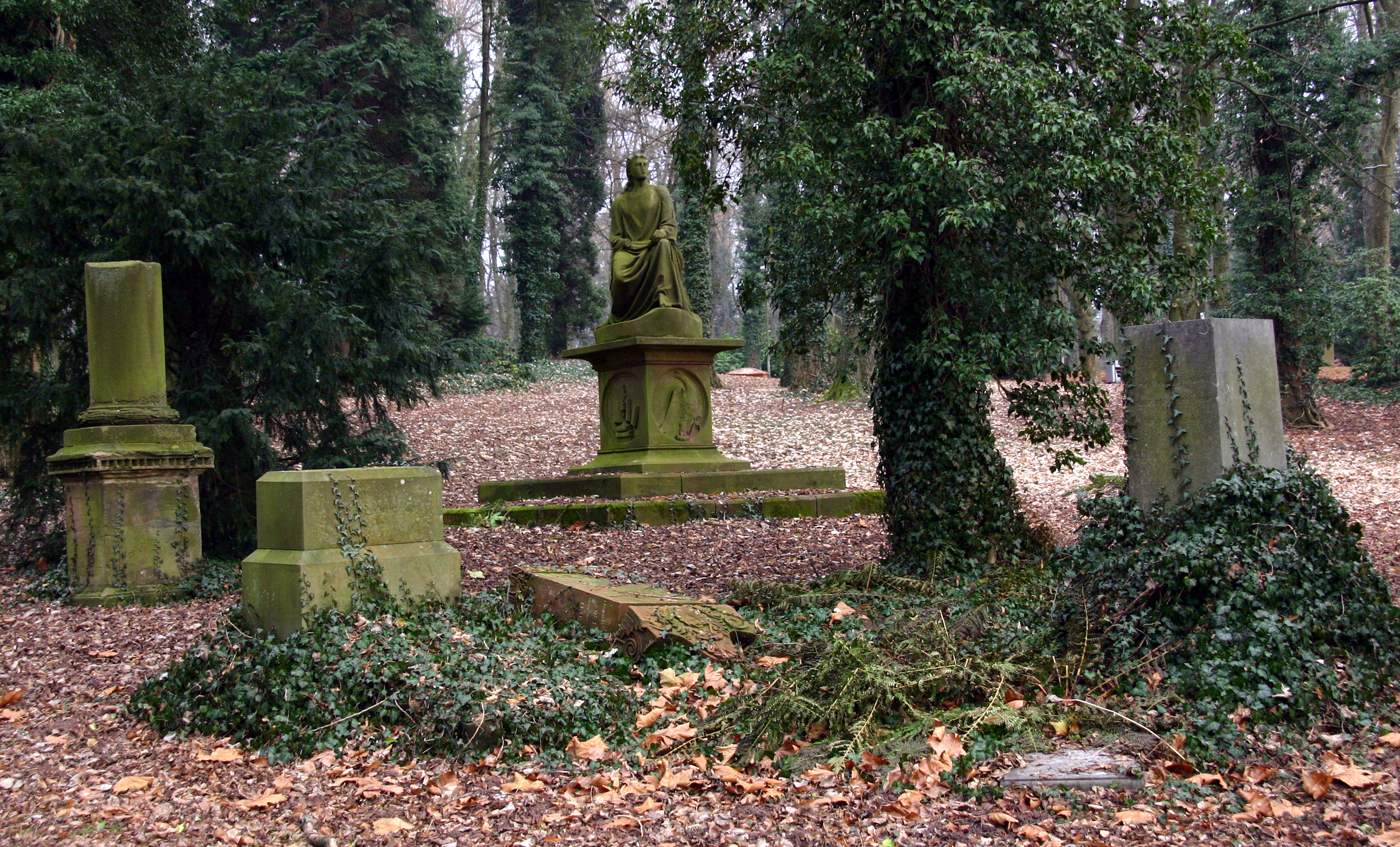
Starý hřbitov
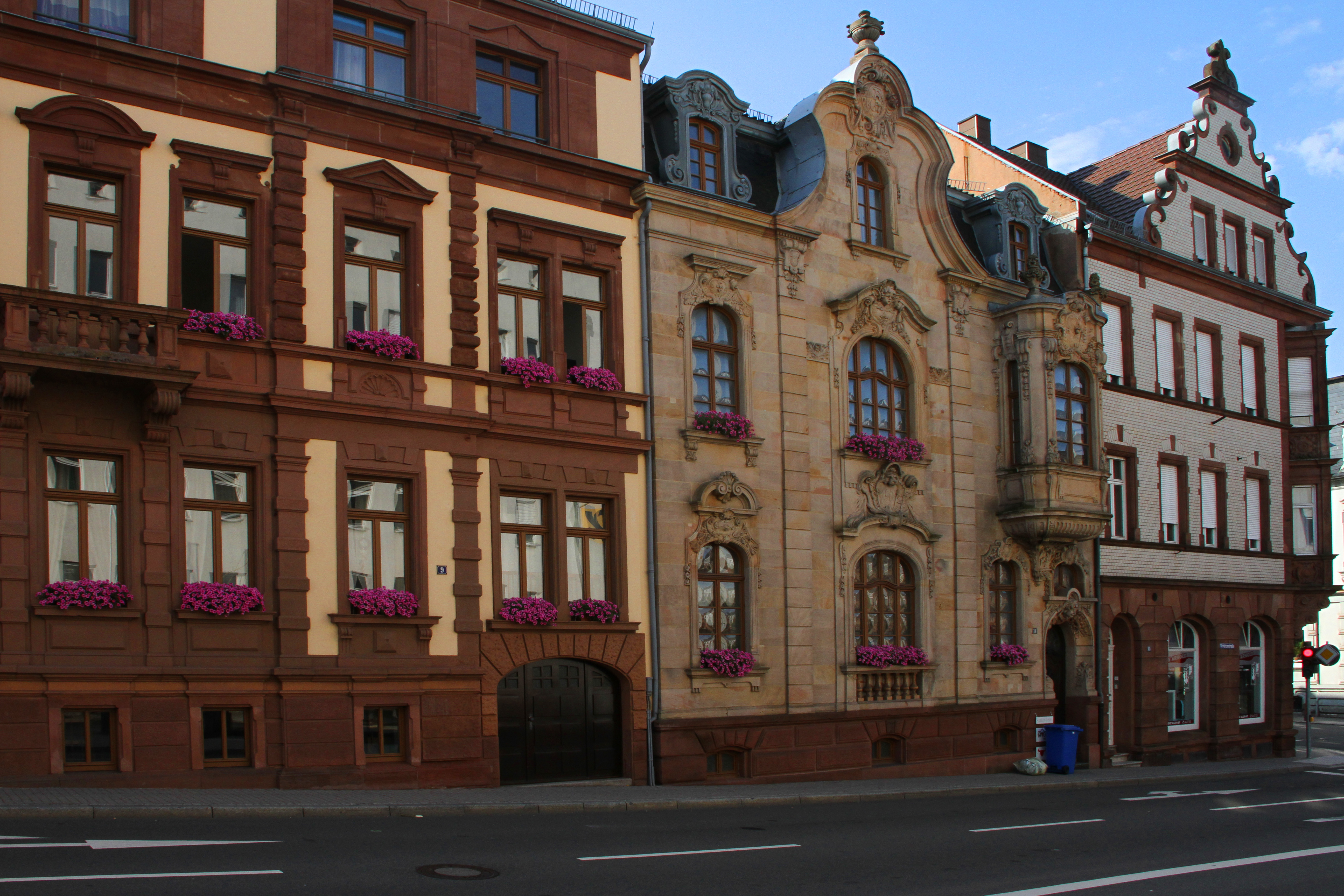
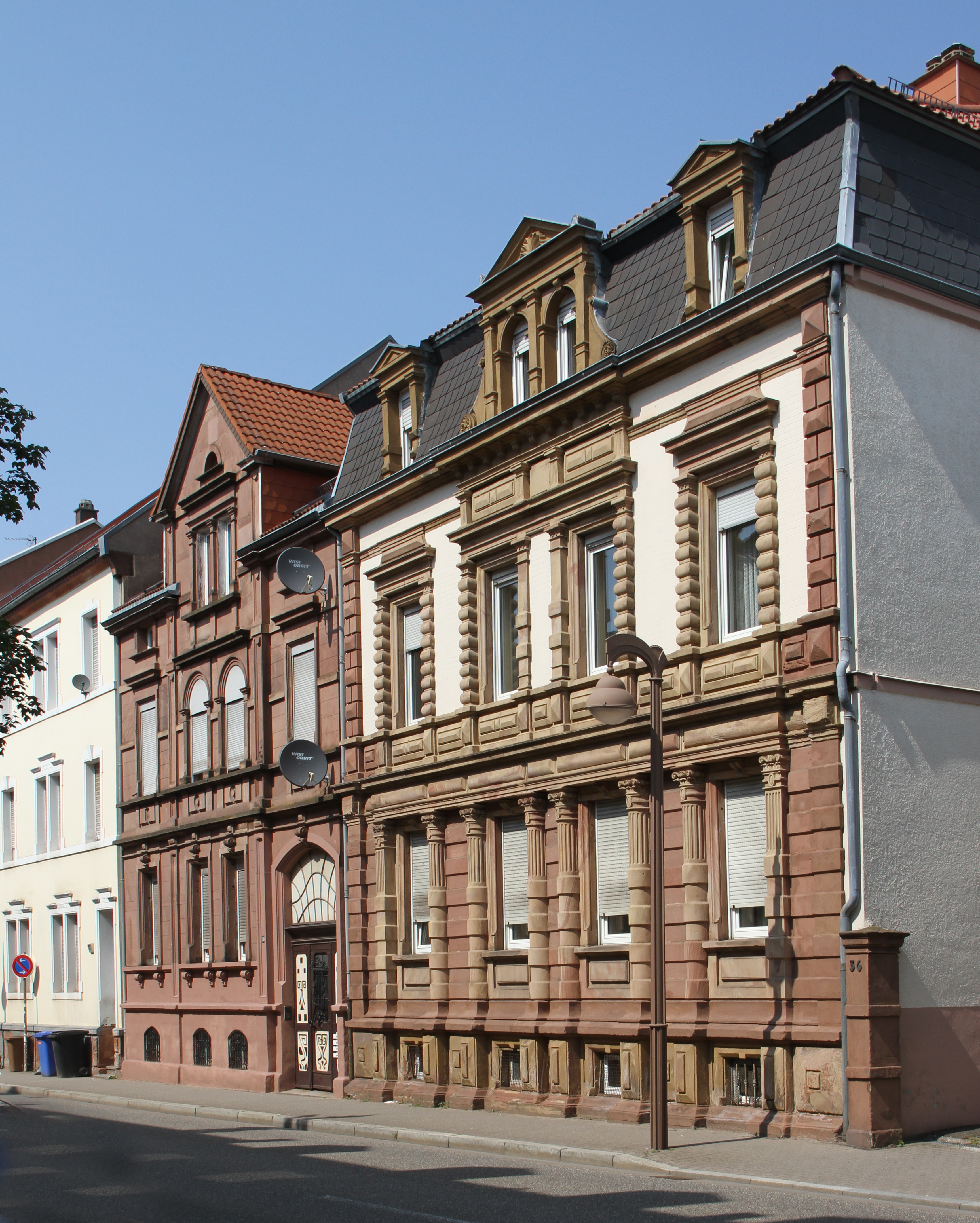
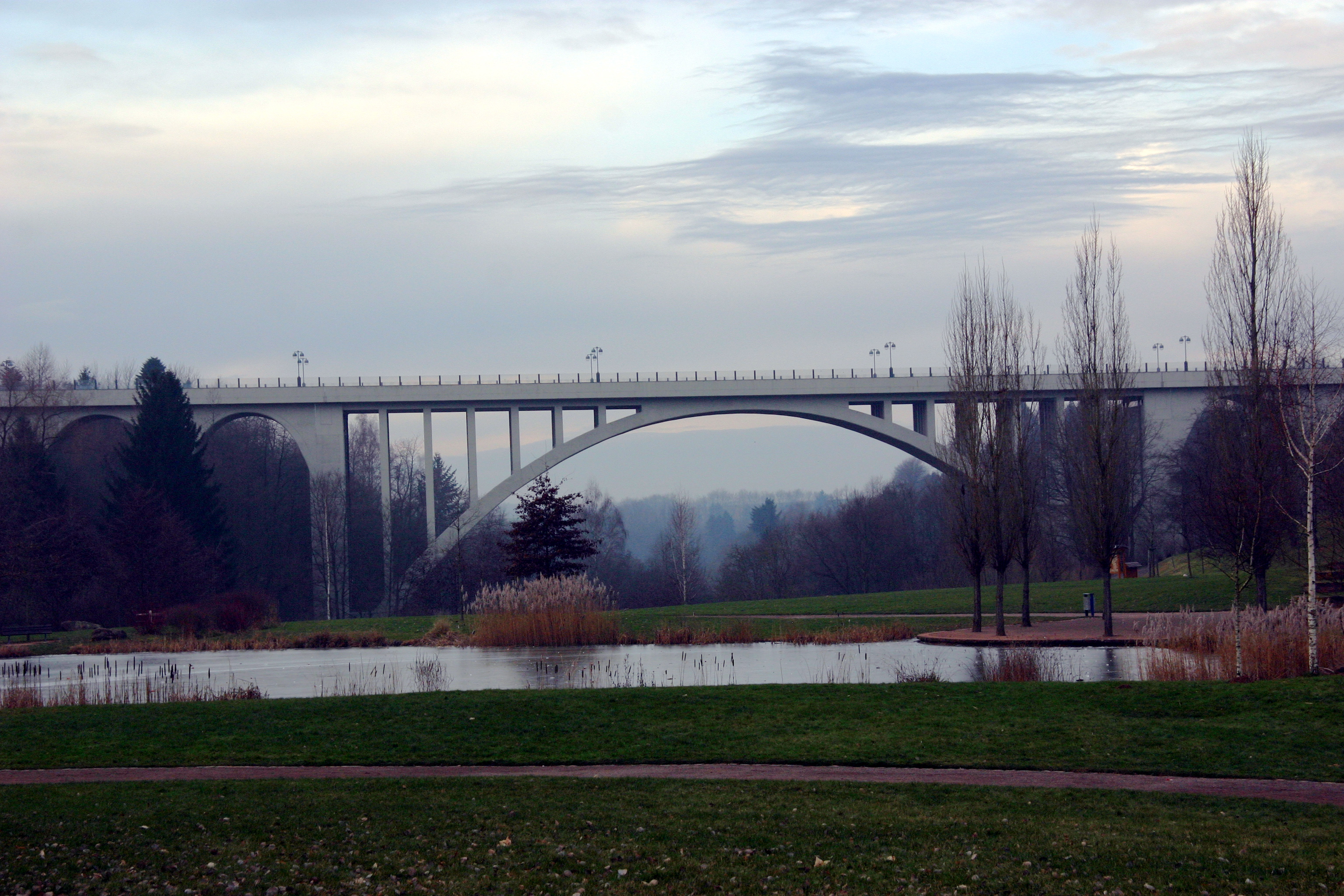